# Haora
Haora je rijeka u Indiji, pritoka Titasa. Protječe kroz grad Agartala u indijskoj državi Tripura. Rijeka Haora na jeziku Kokborok (kojim govore starosjedioci toga područja) naziva se Saidra.
Haora izvire u brdima Boromura u središnjem dijelu pokrajine Tripura, protječe kroz gradove Champaknagar, Jirania, Khumulwng, Khayerpur i glavni grad pokrajine Agartala, i nakon što uđe u Bangladeš ulijeva se u rijeku Padma.